# Gouvernement polonais en exil
Pour les articles homonymes, voir Gouvernement de Londres.
1939–1990
Entités précédentes :
- Deuxième République de Pologne

Entités suivantes :
- Troisième République de Pologne
- République populaire de Pologne (1944)

Le gouvernement polonais en exil, officiellement nommé gouvernement de la république de Pologne en exil, est le nom donné aux instances politiques légales polonaises qui, avec le président de la république de Pologne, après la campagne de 1939, s'établissent d'abord à Angers en France, puis, après la défaite de la France en juin 1940, à Londres au Royaume-Uni, pour continuer, au nom du peuple polonais, la lutte contre l'agresseur. 
En vertu de la Constitution polonaise d'avril 1935, les autorités polonaises en exil se perpétuent légalement jusqu'au 22 décembre 1990, date à laquelle le dernier président de la République en exil, Ryszard Kaczorowski, prononce leur dissolution et transmet ses pouvoirs en même temps que les insignes présidentiels de la Deuxième République de Pologne à Lech Wałęsa, premier dirigeant issu d'élections libres et démocratiques depuis la guerre.

## De Varsovie à Londres (septembre 1939-juin 1940)
Alors que Varsovie subit un raid aérien de terreur mené par la Luftwaffe mais que l'armée polonaise résiste encore à l'invasion allemande, une « tête de pont roumaine » en Pocoutie accueille le 16 septembre 1939 le gouvernement polonais et l'or de la banque nationale de Pologne. Le lendemain, le président et le gouvernement, menacés d'être capturés, ainsi que l'or polonais sont transférés au port roumain de Constanța, tandis que 500 000 soldats de l'Armée rouge attaquent la Pologne selon les clauses secrètes du pacte germano-soviétique du 24 août 1939. Le 18 septembre 1939, les cryptologues polonais quittent à leur tour Varsovie pour la France : ils ont mené des recherches avancées sur les codes allemands et le déchiffrage d’Enigma. Près de 150 avions polonais parviennent à déjouer la Luftwaffe et l’aviation soviétique pour rejoindre la France et la Grande-Bretagne (qu'ils contribueront à défendre pendant la bataille d'Angleterre). Pendant ce temps, le gouvernement et l’or polonais sont convoyés par le navire britannique HMS Eocene (commandé par Robert E. Brett) de Constanța à Alexandrie, en Égypte, d’où ils rallieront Londres. Après le 23 septembre 1939, à la suite des menaces d'invasion allemandes formulées par l'ambassadeur allemand à Bucarest Wilhelm Fabricius (de), les militaires polonais échappés aux Allemands ou aux Soviétiques et réfugiés en Roumanie, que le Service maritime roumain n'a pas eu le temps de débarquer à Alexandrie ou à Beyrouth, au Liban français, sont internés, dont le général Edward Rydz-Śmigły ; beaucoup rallient la France sous l'égide de Rydz-Śmigły, par des filières officieuses, via la Turquie (neutre) et la Syrie (sous mandat français). C'est le cas, par exemple, des chasseurs alpins polonais,.
Pour permettre la poursuite de l'action des autorités polonaises et préserver la continuité juridique de l'État polonais, le président de la République depuis 1926, Ignacy Mościcki, transmet sa charge, selon la constitution polonaise d'avril 1935, à Władysław Raczkiewicz, qui nomme Premier ministre le général Władysław Sikorski. Celui-ci concentre dans ses mains l'essentiel du pouvoir exécutif et son cabinet prête serment le 1er octobre 1939. Ce gouvernement légitime et le commandement suprême polonais se reconstituent en France : le Premier ministre et son gouvernement s'installent à Angers à partir du 22 novembre 1939. Le 20 décembre 1939, le président de la République polonaise en exil, Władysław Raczkiewicz, est accueilli au château de Pignerolle, sa résidence à Saint-Barthélemy-d'Anjou près d'Angers.

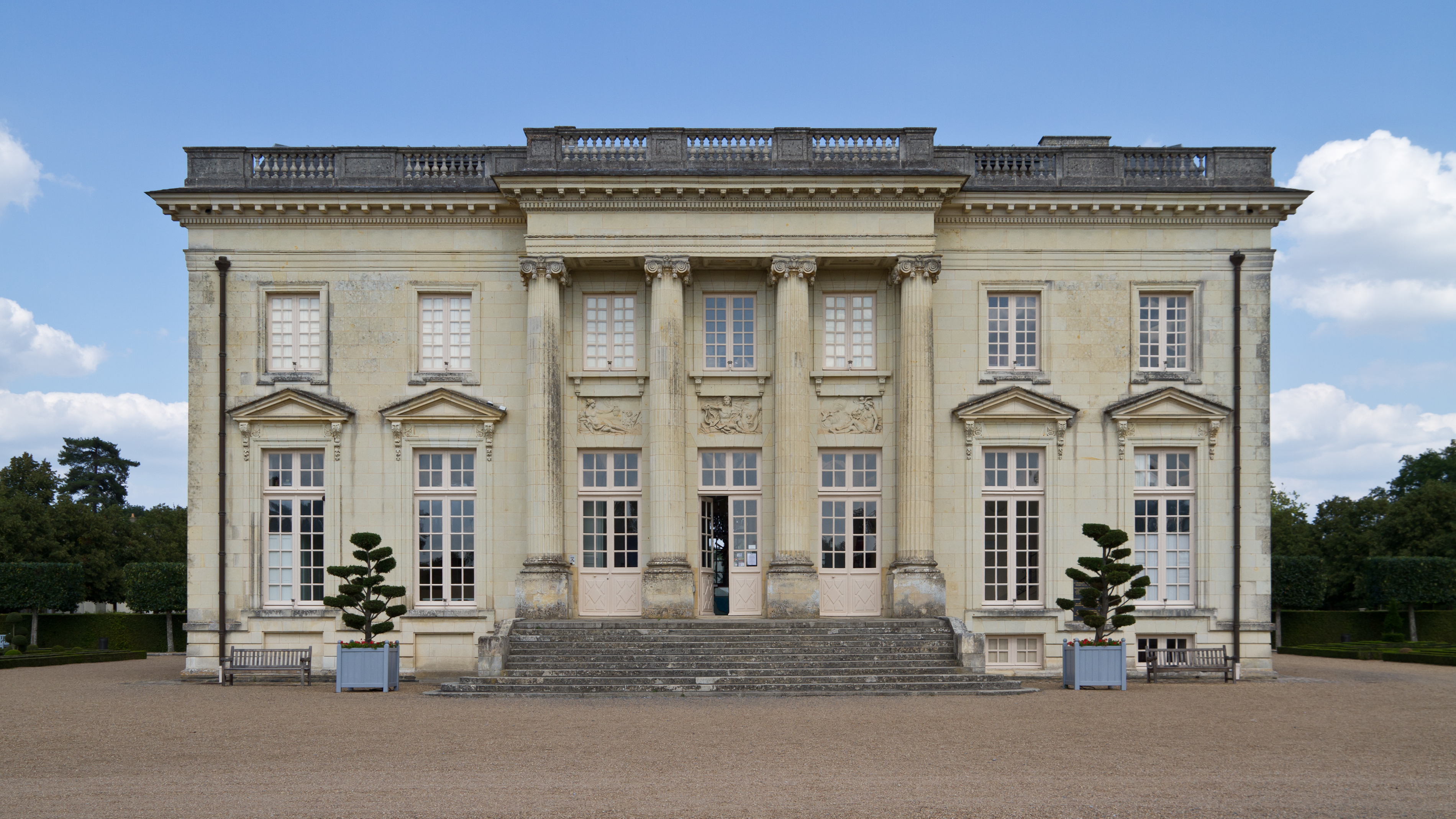
Château de Pignerolle, éphémère siège du Gouvernement polonais en exil.

Sur le sol français, le gouvernement polonais met sur pied une armée polonaise forte de 85 000 hommes afin de continuer le combat aux côtés de l'allié français. Celle-ci devait être constituée de quatre divisions. Deux seulement sont complétées en mai 1940 et s'illustrent par une grande combativité en mai-juin 1940. Le 19 juin 1940, n'ayant pas accepté l'armistice du maréchal Pétain et voulant poursuivre la lutte, le gouvernement polonais quitte la France pour la Grande-Bretagne, suivi par quelque 20 000 combattants polonais, soit un quart des effectifs polonais présents en France ; 33 000 autres sont livrés aux Allemands et plus d'un millier internés en Suisse. En orient, 3 500 chasseurs alpins polonais internés en Syrie passent en armes en Palestine anglaise. 15 000 autres soldats parviennent à passer à travers les lignes allemandes et à gagner la zone libre. 
En Pologne occupée, le Gouvernement polonais en exil suscite la création d'une Union de la lutte armée (Związek Walki Zbrojnej, ZWZ) confiée au général Stefan Rowecki qui se chargera de fédérer les nombreux mouvements de la résistance qui se forment dès les premiers jours de la guerre. Edward Rydz-Śmigły s'y joint comme simple soldat. Cette armée clandestine se développe, puis adopte, en février 1942, le nom d'Armée de l'intérieur (Armia Krajowa ou AK). Outre son rôle militaire, l'AK développe, sous l'autorité du Gouvernement polonais en exil, des structures civiles de l'État clandestin. L'AK constitue, à son apogée, le principal mouvement de résistance en Europe avec un effectif de plus de 400 000 personnes, fédérant l'immense majorité des résistants polonais tandis que le mouvement séparé d'obédience communiste, apparu seulement à partir de 1941, reste largement minoritaire.

## Gouvernement de coalition
Après la défaite française de juin 1940, le gouvernement polonais en exil s'installe à Londres. Il est reconnu par les Alliés et a pour vocation de défendre les intérêts supérieurs de la Pologne jusqu'à la fin des hostilités et la possibilité de tenue d'élections libres sur le sol national. Représentant la Pologne combattante, il cherche à apporter la plus grande contribution possible à la victoire des forces coalisées. Au sein de ce gouvernement se retrouvent les quatre principaux partis d'opposition de la période d'avant-guerre : le Parti paysan (PSL), le Parti du Travail (pl) (SP), Parti socialiste (PPS), Parti national polonais (en) (Stronnictwo Narodowe).  

## Contribution militaire majeure à la coalition anti-hitlérienne
Le général Sikorski persuade les responsables militaires britanniques de reconstituer l'armée polonaise en Grande-Bretagne. Renforcée par l'arrivée de soldats exilés, elle est la plus grande force armée étrangère combattante alliée à la Grande-Bretagne après la défaite de la France et jusqu'à l'entrée en guerre des États-Unis en décembre 1941. Elle permettra aux Polonais de participer activement à la libération de l'Europe sur plusieurs fronts. 
Les pilotes polonais de la 303e escadrille de chasse jouent un rôle capital dans la Bataille d'Angleterre.   
Le 1er Corps polonais, dont la 1re Division blindée polonaise, participe, sous commandement opérationnel britannique, à la bataille de Normandie et notamment à la bataille dite de la  « fermeture de la poche de Falaise » avant de poursuivre vers le Nord, la Belgique et les Pays-Bas et pénétrer en Allemagne. Sa 1re Brigade indépendante de parachutistes participe à l'opération Market Garden prématurée de septembre 1944. Son tribut est très lourd. 
Après l'offensive allemande contre l'Union soviétique en juin 1941, le gouvernement polonais en exil décide de renouer les relations diplomatiques avec l'Union soviétique (accords Sikorski-Maïski). Une partie des prisonniers de guerre polonais ayant pu survivre à leur détention et déportation en URSS sont alors libérés et rejoignent l'armée polonaise en cours de constitution du général Władysław Anders. Près de 100 000 hommes (sur environ 330 000 citoyens polonais déportés) parviendront ainsi à s'extraire de la Terre inhumaine pour rejoindre l'Armée polonaise de l'Ouest avant que Staline ne mette fin à cette évacuation. Ce 2e Corps polonais se bat sur tous les fronts occidentaux de la Seconde Guerre mondiale dont l'Afrique du Nord et la campagne d'Italie où elle s'illustre en particulier à la bataille du Monte Cassino en mai 1944. 

### L'alerte au monde sur la Shoah
Durant la guerre et en particulier à partir de 1942, les autorités polonaises en exil, alimentées en informations de première main par la Résistance intérieure, fourniront aux gouvernements alliés et aux opinions publiques du monde libre les rapports les plus précoces et les plus précis sur l'extermination en cours des populations juives, dont le rapport Raczyński, et appelleront, en vain, à des actions spécifiques pour mettre fin à l'extermination,. Quelques dizaines de courriers, comme Jan Karski, Jan Nowak ou Tadeusz Chciuk feront des voyages, dans les deux sens, au péril de leur vie : Jan Karski et Jan Nowak, envoyés par l'AK, sont tous deux allés de Pologne à Londres, tandis que Tadeusz Chciuk a été parachuté deux fois sur la Pologne comme envoyé du gouvernement polonais en exil.
Les courriers envoyés en Pologne dans ces conditions étaient appelés Cichociemni (« Silencieux de l'Ombre »).

## La rupture polono-soviétique et l'érosion de l'influence du Gouvernement sur les événements

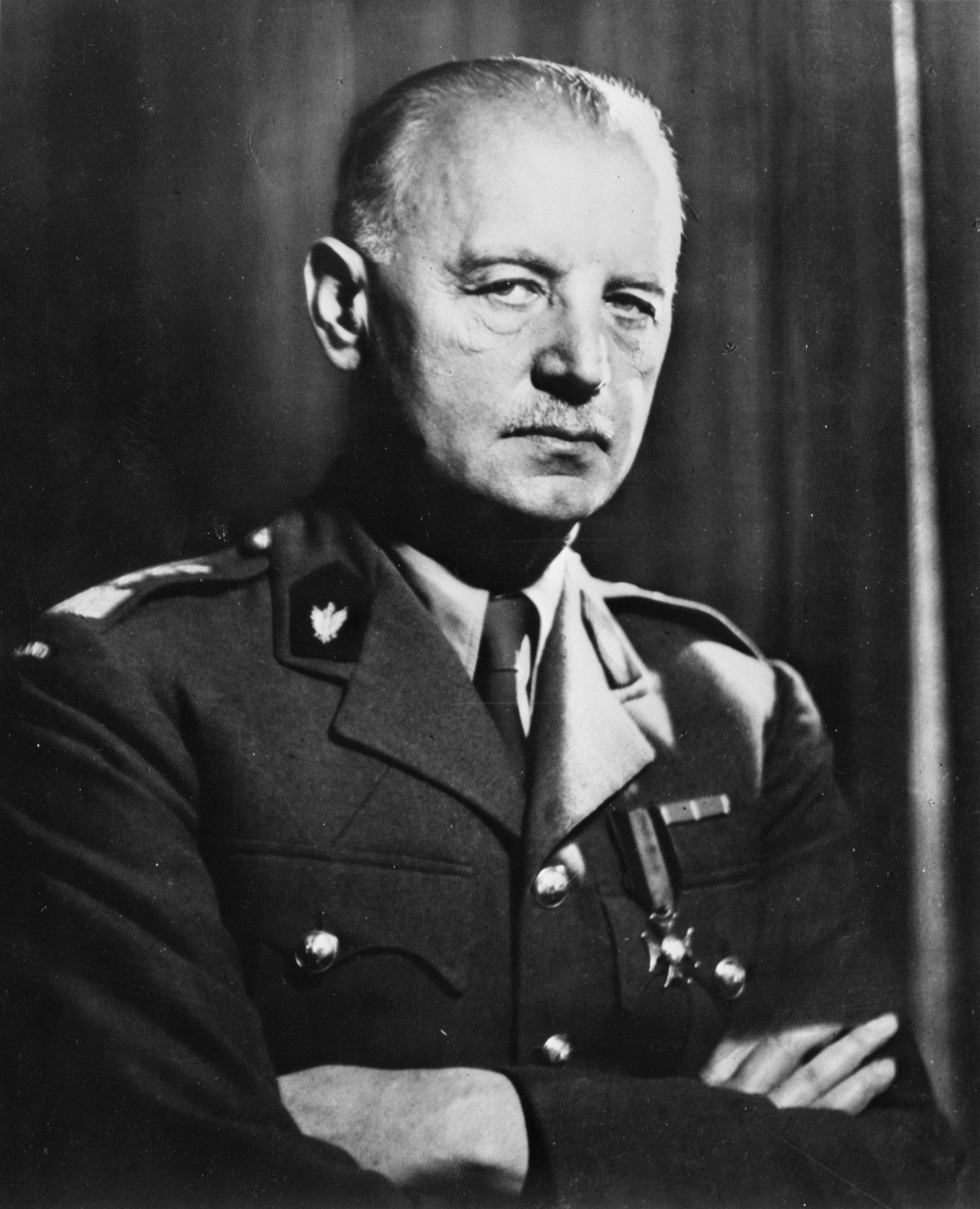
Le général Władysław Sikorski, Premier ministre de septembre 1939 à juillet 1943.

En avril 1943, la découverte du massacre de Katyń et la demande d'enquête formulée par le Gouvernement polonais auprès de la Croix Rouge offrent à Staline le prétexte pour rompre les relations diplomatiques avec le gouvernement polonais.  
Le 30 juin 1943, la Gestapo arrête et exécute Stefan Rowecki, le commandant en chef de l'Armia Krajowa, la résistance combattante en Pologne occupée. Le 4 juillet 1943, le Premier ministre et commandant en chef Władysław Sikorski meurt à son tour dans un accident d'avion (restant jusqu'à ce jour sujet de controverse) au retour d'une inspection des troupes polonaise au Proche-Orient.
Le vice-Premier Ministre et meneur du Parti paysan, Stanisław Mikołajczyk succède à Sikorski, mais il n'a ni l'aura ni l'autorité de son prédécesseur parmi les Alliés. Il hérite surtout d'une situation où le renversement de la situation sur le front de l'Est à partir du début de 1943 (échec allemand à Stalingrad en février et bataille de Koursk en juillet 1943) contribue au renversement des alliances. Celle avec l'Union soviétique est de plus en plus recherchée par les Alliés, alors que la contribution polonaise à l'effort de guerre perd de l'importance à leurs yeux.  
Dès 1943, Staline rassemble à Moscou un groupe de communistes polonais. Au sein de ce petit groupe, la militante Wanda Wasilewska joue un rôle de figure de proue, notamment dans la création de la division polonaise de l'Armée rouge. Elle recrute parmi les Polonais qui n'ont pas réussi à s'évacuer de l'URSS avec le général Anders. En juillet 1944, alors qu'une partie des terres orientales polonaises est en train d'être « libérée » par l'Armée rouge, ce groupe communiste se transforme en Comité polonais de libération nationale (PKWN ou Comité de Lublin) et se proclame gouvernement légitime en dépit de l'existence d'un gouvernement en exil légal et internationalement reconnu, qui siège à Londres.  
Staline n'a jamais abandonné sa prétention sur les territoires polonais annexés par l'URSS en 1939, ce qui est inacceptable pour les autorités polonaises de Londres. À partir de la conférence de Téhéran en novembre 1943, le gouvernement polonais en exil ne peut plus compter sur l'appui politique des Alliés. Le Premier ministre polonais, Stanisław Mikołajczyk, en dépit de la mise en place par Staline du Comité de Lublin dominé par les communistes, espère encore pouvoir préserver l'indépendance du gouvernement polonais dans la Pologne d'après-guerre. En août 1944, la Résistance polonaise déclenche une insurrection nationale afin de libérer le pays des Allemands et d'accueillir l'Armée rouge en maître du terrain. Malgré les promesses de soutien, l'attitude soviétique contribue grandement à l'échec de ce soulèvement dont l'insurrection de Varsovie (1er août-3 octobre 1944) est la plus longue et sanglante bataille : l'Armée rouge campe l'arme aux pieds, aux portes de Varsovie, pendant toute la durée de l'insurrection de Varsovie, et Staline interdit pendant un mois et demi l'espace aérien aux appareils anglo-saxons qui pourraient parachuter armes et équipement sur la ville, toute possibilité d'atterrissage étant du côté soviétique. Le NKVD arrête dans tout le pays des membres de la Résistance polonaise.  
À la suite de tensions parmi les Polonais de Londres sur la question des futures frontières et du futur gouvernement, Mikołajczyk est contraint de démissionner en octobre 1944.
Le 11 février 1945, à la conférence de Yalta, les frontières polonaises sont redéfinies entièrement selon les vœux de Staline, sans participation des Polonais de Londres qui ne peuvent que protester contre ces accords. 
En mars 1945, les autorités soviétiques proposent une réunion de réconciliation avec des représentants du gouvernement en exil et de la résistance au pays pour discuter conjointement de l'avenir de l'État polonais. À peine arrivée sur place, une partie de la délégation est brutalement arrêtée et déportée à Moscou. Ils sont ensuite accusés à l'occasion d'un procès public, dit « procès des seize », d'avoir combattu « contre l'Union soviétique et contre les intérêts de la Pologne » et d'avoir « collaboré avec les nazis ». Les accusés sont tous condamnés à des peines de prison ou à l'exil. La plupart n'en reviendront pas. 
En Pologne, le Comité de Lublin crée un gouvernement d'« union nationale ». Mikołajczyk accepte d'y participer, à l'issue de négociations qui durent jusqu'au 28 juin 1945 et laissent les principaux postes aux communistes et à leurs affidés. Mikołajczyk est nommé vice-Premier ministre et ministre de l'Agriculture.  
Début juillet 1945, les Alliés, dont la France du général de Gaulle la première, commencent à retirer leur reconnaissance internationale au gouvernement polonais exilé à Londres, dirigé désormais par le vieux meneur socialiste Tomasz Arciszewski. Ce dernier ne peut donc qu'offrir ses protestations des plus solennelles.  
Par la suite, devant la montée de la répression dans la Pologne d'après-guerre et le trucage généralisé des élections de janvier 1947 qui donnent ainsi la victoire au bloc mené par les communistes, Mikołajczyk s'enfuit de Pologne avec l'aide de l'ambassade des États-Unis à l'automne 1947, caché dans un coffre de voiture.

## Le gouvernement en exil pendant le régime communiste
Refusant de reconnaître le régime communiste et constatant l'absence de toute perspective pour la population d'un choix libre de ses autorités, le gouvernement polonais en exil poursuit son existence en vertu de la Constitution polonaise d'avril 1935 jamais répudiée, en dépit d'inévitables tensions internes. En 1954, l'essentiel des partis représentés à Londres et la grande majorité de l'émigration politique préfèrent au président August Zaleski — qui souhaite poursuivre son mandat au-delà du terme convenu de sept ans — un « Conseil d'unité nationale » dirigé par trois responsables prestigieux : Tomasz Arciszewski, le général Władysław Anders et Edward Raczyński. La réconciliation complète de l'émigration politique ne se fera qu'après la mort de Zaleski en 1972, sur le nom de son successeur Stanislaw Ostrowski.
Dans l'intervalle, d'anciens soldats et quelques proches du gouvernement en exil décideront de retourner en Pologne, comme le Premier ministre Hugon Hanke, en 1955, et son prédécesseur Stanisław Mackiewicz, en 1956 — dont le régime communiste polonais médiatise largement les retours. Mais l'essentiel des Polonais arrivés dans les Îles Britanniques au cours de la Guerre choisit d'y rester. Avec plus de 150 000 personnes au lendemain de la guerre (tandis que l'émigration polonaise en Grande-Bretagne était négligeable avant-guerre comparée, par exemple, à l'importante communauté polonaise émigrée alors en France), l'émigration polonaise, consciente politiquement, de mieux en mieux formée, est porteuse d'une identité forte structurée par le rejet du régime communiste, la loyauté au gouvernement polonais en exil, le patriotisme entretenu par de nombreuses associations, instituts et écoles. 
Les années 1950 et 1960 sont marquées par un repli sur soi des autorités polonaises en exil, lié à la fracture provoquée par le Président Zaleski et l'érosion de la signification d'un gouvernement sans contact direct et pratiquement sans influence sur le pays. En revanche, au cours des années 1970 et 1980, le gouvernement et les présidents de la République en exil successifs Stanislaw Ostrowski, Edward Raczyński, Kazimierz Sabbat, Ryszard Kaczorowski approfondiront toujours plus les liens avec le mouvement d'opposition naissant en Pologne, apportant au mouvement ouvrier, aux éditions de la presse clandestine, à Solidarność, l'appui matériel et moral de l'émigration politique polonaise (création des Fonds de soutien aux ouvriers en 1976 et à la liberté de parole en 1978, et du Fonds d'aide au pays en 1979 La stature et le rôle de la fonction présidentielle se trouvent particulièrement rehaussés à l'occasion de la présidence (1979-1986) de l'ancien ambassadeur et ministre des Affaires étrangères du gouvernement polonais en exil du temps de guerre Edward Raczyński, qui jouit d'une forte autorité morale au sein de l'émigration, d'une excellente réputation auprès de ses interlocuteurs étrangers et de notoriété également en Pologne, confortée par l'usage de la BBC-section polonaise et de Radio Free Europe qui lui ouvrent leurs ondes. 
Le gouvernement polonais en exil continue ses activités jusqu'au 22 décembre 1990, peu après l'élection de Lech Wałęsa à la présidence de la République, après des décennies de régime communiste en Pologne. C'est alors que le président de la République en exercice, Ryszard Kaczorowski, au Château royal de Varsovie, remet au nouveau président démocratiquement élu les insignes de la présidence de la République. Ainsi est rétablie la continuité de la République et, dans les faits, reconnue rétroactivement la légitimité du gouvernement en exil. En 1992, les médailles militaires et les autres décorations décernées par ce gouvernement sont officiellement reconnues en Pologne. Les présidents de la République en exil réintègrent avec éclat la liste officielle des chefs d'État polonais de la Deuxième République. Le dernier d'entre eux, Ryszard Kaczorowski, décède en 2010 à Smolensk, dans l'accident de l'avion présidentiel, en route pour une cérémonie d'hommage aux officiers polonais assassinés lors du Massacre de Katyń. 

### Sièges de la présidence de la République polonaise en exil
Durant la « drôle de guerre » la résidence de la présidence en exil est d'abord installée de 1939 à 1940 à l'ambassade de Pologne en France (à l'hôtel Danube, no 58 de la rue Jacob à Paris 6e), puis au château de Pignerolle, à Saint-Barthélemy-d'Anjou près d'Angers. En 1940, il est à nouveau contraint de fuir, à l'ambassade de Pologne à Londres (en), puis à partir de 1945 au 43 Eaton Place, Chelsea, Londres.

### Présidents

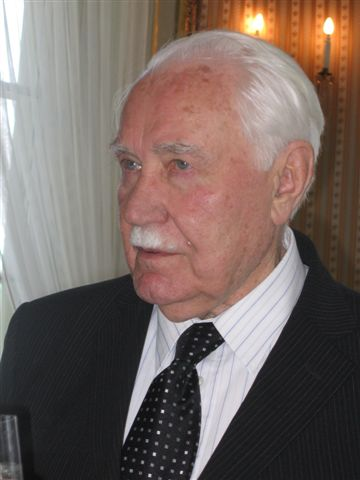
Ryszard Kaczorowski (1919-2010), dernier président du gouvernement polonais en exil (1989-1990).

- Władysław Raczkiewicz : 30 septembre 1939 – 6 juin 1947.
- August Zaleski : 9 juin 1947 – 8 avril 1972.
  - Conseil des Trois (en opposition avec le président Zaleski) : 21 juillet 1956 – 8 avril 1972.
- Stanisław Ostrowski : 9 avril 1972 – 24 mars 1979.
- Edward Raczyński : 8 avril 1979 – 8 avril 1986.
- Kazimierz Sabbat : 8 avril 1986 – 19 juillet 1989.
- Ryszard Kaczorowski : 19 juillet 1989 – 22 décembre 1990[14].

### Premiers ministres
- Władysław Sikorski : 30 septembre 1939 – 4 juillet 1943.
- Stanisław Mikołajczyk : 5 juillet 1943 – 29 novembre 1944.
- Tomasz Arciszewski : 29 novembre 1944 – 2 juillet 1947.
- Tadeusz Bór-Komorowski : 2 juillet 1947 – 7 avril 1949.
- Tadeusz Tomaszewski : 7 avril 1949 – 25 septembre 1950.
- Roman Odzierzyński : 25 septembre 1950 – 18 janvier 1954.
- Jerzy Hryniewski : 18 janvier 1954 – 8 juin 1954.
- Stanisław Mackiewicz : 8 juin 1954 – 8 août 1955.
- Hugon Hanke : 8 août 1955 – 11 septembre 1955.
- Antoni Pajak : 11 septembre 1955 – 25 juin 1965.
- Aleksander Zawisza : 25 juin 1965 – 16 juin 1970.
- Zygmunt Muchniewski : 16 juillet 1970 – 18 juillet 1972.
- Alfred Urbanski : 18 juillet 1972 – 5 août 1976.
- Kazimierz Sabbat : 5 août 1976 – 7 avril 1986.
- Edward Szczepanik : 7 avril 1986 – 22 décembre 1990.